# 男が家を出るとき
『男が家を出るとき』（おとこがいえをでるとき）は、NHKの銀河テレビ小説で1985年4月1日から5月17日まで放送されたテレビドラマ。全35回。脚本は橋田壽賀子。

## 概要
単身赴任がテーマのドラマ。

## キャスト
南郷悠治
演 - 宇津井健
南郷蒔子
演 - 白川由美
南郷サト
演 - 鈴木光枝
南郷智
演 - 坂上忍
南郷力
演 - 片桐順一郎
東圭造
演 - 山内明
東依子
演 - 高森和子
西村洋介
演 - 篠田三郎
西村玲子
演 - 児島美ゆき
西村花子
演 - 市丸和代
西村太郎
演 - 竹前公宏
北口信之
演 - 塩屋俊
北口正行
演 - 内田稔
北口成子
演 - 河内桃子
石原京子
演 - 谷川みゆき
南郷徹治
演 - 橋本功
南郷浩治
演 - 倉石功
孝子
演 - 野村須磨子
節子
演 - 千野弘美
由美
演 - 中原有弥子
竹中春子
演 - 山本優子
その他
演 - 土田早苗

## スタッフ
- 作 - 橋田壽賀子
- 音楽 - 広瀬量平
- 制作 - 小林由紀子
- デスク - 東海林通
- 制作デスク - 平畑克己
- 演出 - 田中昭男、大森青児
- 美術 - 田坂光善、南波靖造
- 技術 - 舘和夫、鍛冶保
- 効果 - 水野春久、野田信夫

## 関連文献
- 橋田壽賀子『男が家を出る時 : NHKテレビ・シナリオ』日本放送出版協会、1985年3月20日。